# Cyaneolytta atrocoerulea
Cyaneolytta atrocoerulea es una especie de coleóptero de la familia Meloidae.

## Distribución geográfica
Habita en  el centro oeste de África.